# Liste der FFH-Gebiete in Kastilien-La Mancha

Flagge von Kastilien-La Mancha

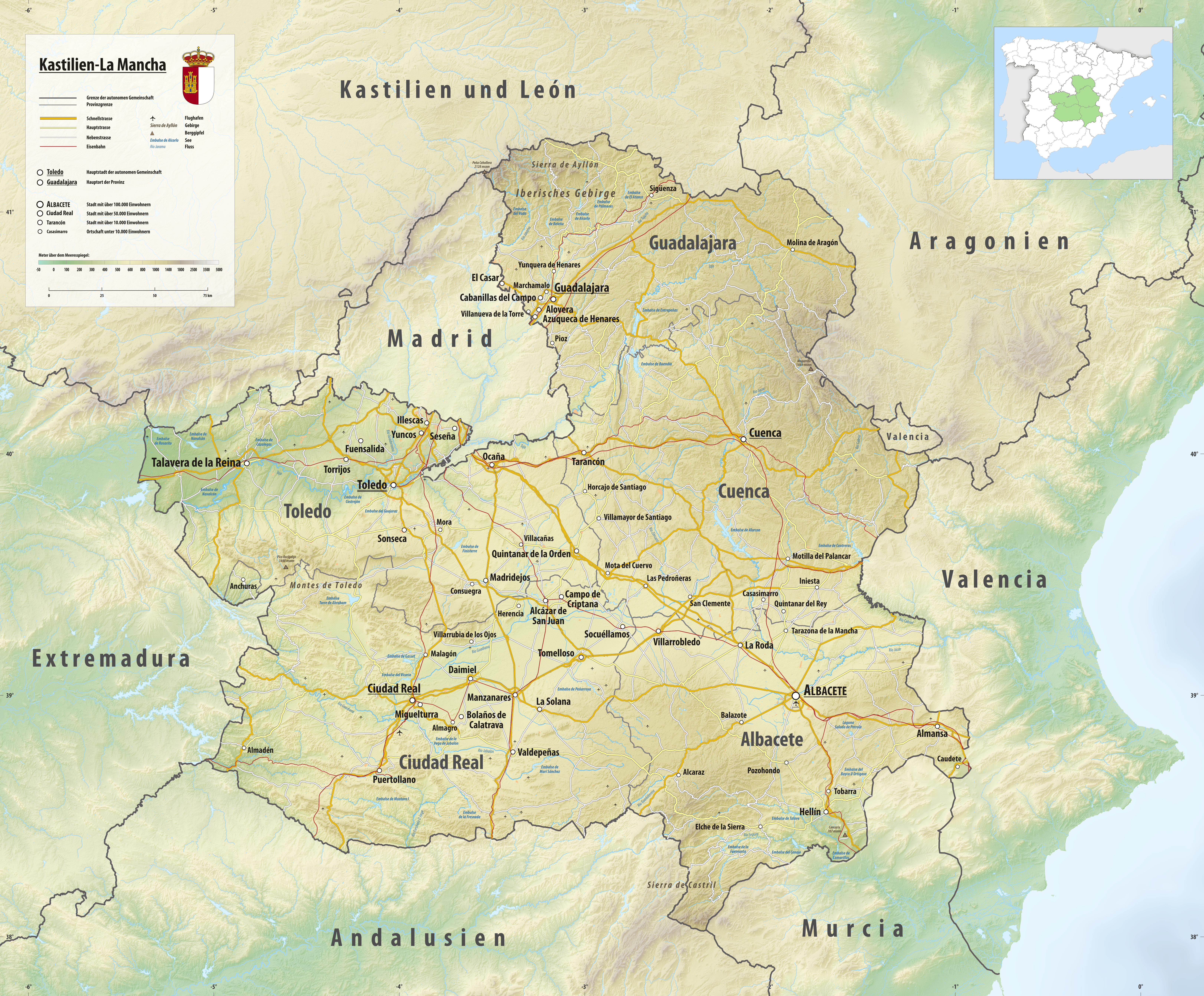
Karte von Kastilien-La Mancha

Diese sortierbare Liste führt die Fauna-Flora-Habitat-Gebiete in der zu Spanien gehörenden autonomen Gemeinschaft Kastilien-La Mancha. Die Gebiete gehören zum europäischen Schutzgebietsnetz Natura 2000.

## Hinweise zu den Angaben in der Tabelle
- Gebietsname: Amtliche Bezeichnung des Schutzgebiets
- Bild/Commons: Bild und Link zu weiteren Bildern aus dem Schutzgebiet
- WDPA-ID: Link zum Schutzgebiet in der World Database on Protected Areas
- EEA-ID: Link zum Schutzgebiet in der Datenbank der European Environment Agency (EEA)
- Lage: Geografischer Standort
- Fläche: Gesamtfläche des Schutzgebiets in Hektar
- Bemerkungen: Besonderheiten und Anmerkungen

Bis auf die Spalte Lage sind alle Spalten sortierbar.

## Tabelle
| Gebietsname                                                               | Bild/Commons | WDPA-ID | EEA-ID    | Lage | Fläche ha  | Bemerkungen |
| ------------------------------------------------------------------------- | ------------ | ------- | --------- | ---- | ---------- | ----------- |
| Tablas de Daimiel                                                         |              |         | ES0000013 | ⊙    | 3.100,45   |             |
| Sierra Morena                                                             |              |         | ES0000090 | ⊙    | 134.780,13 |             |
| Hoz del río Gritos y páramos de Las Valeras                               |              |         | ES0000160 | ⊙    | 1.781,21   |             |
| Laguna de El Hito                                                         |              |         | ES0000161 | ⊙    | 971,03     |             |
| Sierra de Ayllón                                                          |              |         | ES0000164 | ⊙    | 95.224,27  |             |
| Valle y salinas del Salado                                                |              |         | ES0000165 | ⊙    | 12.156,36  |             |
| Barranco del Dulce                                                        |              |         | ES0000166 | ⊙    | 8.365,32   |             |
| Llanuras de Oropesa, Lagartera y Calera y Chozas                          |              |         | ES0000168 | ⊙    | 15.046,07  |             |
| Río Tajo en Castrejón, islas de Malpica de Tajo y Azután                  |              |         | ES0000169 | ⊙    | 2.113,17   |             |
| Hoces del río Júcar                                                       |              |         | ES4210001 | ⊙    | 17.939,42  |             |
| La Encantada, El Moral y Los Torreones                                    |              |         | ES4210002 | ⊙    | 863,88     |             |
| Lagunas saladas de Pétrola y Salobrejo y complejo lagunar de Corral Rubio |              |         | ES4210004 | ⊙    | 2.445,25   |             |
| Laguna de Los Ojos de Villaverde                                          |              |         | ES4210005 | ⊙    | 343,71     |             |
| Laguna del Arquillo                                                       |              |         | ES4210006 | ⊙    | 517,11     |             |
| Sierra de Alcaraz y Segura y cañones del Segura y del Mundo               |              |         | ES4210008 | ⊙    | 176.617,12 |             |
| Sierra de Abenuj                                                          |              |         | ES4210010 | ⊙    | 1.038,48   |             |
| Saladares de Cordovilla y Agramón y laguna de Alboraj                     |              |         | ES4210011 | ⊙    | 1.463,95   |             |
| Sierra del Relumbrar y estribaciones de Alcaraz                           |              |         | ES4210016 | ⊙    | 30.772,92  |             |
| Lagunas de Ruidera                                                        |              |         | ES4210017 | ⊙    | 34.382,07  |             |
| Navas de Malagón                                                          |              |         | ES4220001 | ⊙    | 465,55     |             |
| Sierra de Picón                                                           |              |         | ES4220002 | ⊙    | 7.875,85   |             |
| Ríos de la cuenca media del Guadiana y laderas vertientes                 |              |         | ES4220003 | ⊙    | 23.877,18  |             |
| Lagunas volcánicas del Campo de Calatrava                                 |              |         | ES4220005 | ⊙    | 1.901,39   |             |
| Ríos Quejigal, Valdeazogues y Alcudia                                     |              |         | ES4220007 | ⊙    | 1.344,22   |             |
| Sierra de Los Canalizos                                                   |              |         | ES4220013 | ⊙    | 26.018,75  |             |
| Sierras de Almadén - Chillón y Guadalmez                                  |              |         | ES4220015 | ⊙    | 7.474,83   |             |
| Alcornocal de Zumajo                                                      |              |         | ES4220017 | ⊙    | 3.126,11   |             |
| Túneles del Ojailén                                                       |              |         | ES4220018 | ⊙    | 259,91     |             |
| Bonales de la comarca de Los Montes del Guadiana                          |              |         | ES4220019 | ⊙    | 283,60     |             |
| Lagunas de Alcoba y Horcajo de Los Montes                                 |              |         | ES4220020 | ⊙    | 20,11      |             |
| Rentos de Orchova y Páramos de Moya                                       |              |         | ES4230001 | ⊙    | 6.413,82   |             |
| Sierras de Talayuelas y Aliaguilla                                        |              |         | ES4230002 | ⊙    | 7.721,40   |             |
| Sabinares de Campillos - Sierra y Valdemorillo de la Sierra               |              |         | ES4230005 | ⊙    | 13.749,78  |             |
| Hoces de Alarcón                                                          |              |         | ES4230006 | ⊙    | 2.767,37   |             |
| Complejo lagunar de Ballesteros y valle del río Moscas                    |              |         | ES4230008 | ⊙    | 351,54     |             |
| Cueva de La Judía                                                         |              |         | ES4230009 | ⊙    | 194,16     |             |
| Cueva de Los Morciguillos                                                 |              |         | ES4230010 | ⊙    | 45,96      |             |
| Estepas yesosas de La Alcarria conquense                                  |              |         | ES4230012 | ⊙    | 11.452,00  |             |
| Hoces del Cabriel, Guadazaón y ojos de Moya                               |              |         | ES4230013 | ⊙    | 64.675,05  |             |
| Serranía de Cuenca                                                        |              |         | ES4230014 | ⊙    | 191.382,00 |             |
| Sierra del Santerón                                                       |              |         | ES4230015 | ⊙    | 2.605,74   |             |
| Río Júcar sobre Alarcón                                                   |              |         | ES4230016 | ⊙    | 694,64     |             |
| Riberas del Henares                                                       |              |         | ES4240003 | ⊙    | 1.308,90   |             |
| Rañas de Matarrubia, Villaseca y Casa de Uceda                            |              |         | ES4240004 | ⊙    | 1.280,64   |             |
| Lagunas de Puebla de Beleña                                               |              |         | ES4240005 | ⊙    | 213,45     |             |
| Sierra de Pela                                                            |              |         | ES4240007 | ⊙    | 11.949,20  |             |
| Cerros volcánicos de Cañamares                                            |              |         | ES4240008 | ⊙    | 704,67     |             |
| Valle del río Cañamares                                                   |              |         | ES4240009 | ⊙    | 1.873,20   |             |
| Rebollar de Navalpotro                                                    |              |         | ES4240012 | ⊙    | 1.078,32   |             |
| Cueva de La Canaleja                                                      |              |         | ES4240013 | ⊙    | 163,34     |             |
| Quejigares de Barriopedro y Brihuega                                      |              |         | ES4240014 | ⊙    | 4.382,07   |             |
| Valle del Tajuña en Torrecuadrada                                         |              |         | ES4240015 | ⊙    | 2.859,75   |             |
| Alto Tajo                                                                 |              |         | ES4240016 | ⊙    | 190.523,63 |             |
| Parameras de Maranchón, hoz del Mesa y Aragoncillo                        |              |         | ES4240017 | ⊙    | 46.871,76  |             |
| Sierra de Altomira                                                        |              |         | ES4240018 | ⊙    | 29.910,80  |             |
| Laderas yesosas de Tendilla                                               |              |         | ES4240019 | ⊙    | 260,52     |             |
| Montes de Picaza                                                          |              |         | ES4240020 | ⊙    | 15.048,33  |             |
| Riberas de Valfermoso de Tajuña y Brihuega                                |              |         | ES4240021 | ⊙    | 99,36      |             |
| Sabinares rastreros de Alustante - Tordesilos                             |              |         | ES4240022 | ⊙    | 6.064,93   |             |
| Lagunas y parameras del Señorío de Molina                                 |              |         | ES4240023 | ⊙    | 6.227,93   |             |
| Sierra de Caldereros                                                      |              |         | ES4240024 | ⊙    | 2.388,44   |             |
| Sierra de San Vicente y valles del Tiétar y Alberche                      |              |         | ES4250001 | ⊙    | 117.959,23 |             |
| Barrancas de Talavera                                                     |              |         | ES4250003 | ⊙    | 1.200,80   |             |
| Montes de Toledo                                                          |              |         | ES4250005 | ⊙    | 218.286,92 |             |
| Rincón del Torozo                                                         |              |         | ES4250006 | ⊙    | 326,42     |             |
| Estepas salinas de Toledo                                                 |              |         | ES4250008 | ⊙    | 807,67     |             |
| Yesares del valle del Tajo                                                |              |         | ES4250009 | ⊙    | 28.547,60  |             |
| Humedales de La Mancha                                                    |              |         | ES4250010 | ⊙    | 15.072,07  |             |
| Complejo lagunar de La Jara                                               |              |         | ES4250011 | ⊙    | 793,48     |             |
| Mina de la nava de Ricomalillo                                            |              |         | ES4250012 | ⊙    | 3,08       |             |
| Rios de la margen izquierda del Tajo y berrocales del Tajo                |              |         | ES4250013 | ⊙    | 13.714,62  |             |
| Sotos del río Alberche                                                    |              |         | ES4250014 | ⊙    | 1.172,13   |             |
| La Jara                                                                   |              |         | ES4250015 | ⊙    | 3.292,96   |             |